# Komisk äventyrsserie
Komiska äventyrsserier är en genre inom tecknade serier. Genren är något av en brygga mellan humorserier och äventyrsserier. Komiska äventyrsserier behöver inte vara komiska, men de är vanligtvis tecknade i komisk eller karikerad stil. Detta står i motsats till realistiska äventyrsserier, som ofta har en stil som försöker vara verklighetsavbildande (människor med rätt proportioner, hårda hus och bilar).
I många fall innehåller de komiska äventyrserierna även flera andra komiska aspekter. Som framgår av namnet måste de innehålla äventyr, ofta längre sammanhållna sådana.

## Exempel på komiska äventyrsserier
- Asterix
- Bamse
- Blårockarna
- Bone
- Cerebus
- Dragon Ball
- Felix
- Kalle Anka (till exempel Carl Barks och Don Rosas äventyr)
- Lucky Luke
- Musse Pigg (till exempel Floyd Gottfredsons äventyr)
- Peter och Alexander
- Spirou
- Tintins äventyr

## Källhänvisningar
Artikeln var, i den version den hade den 9 februari 2006, helt eller delvis hämtad från Seriewikin (hos Seriefrämjandet): Komisk äventyrsserie